# Chantal Chawaf
Chantal Chawaf (París, 15 de noviembre de 1943) es una ensayista, escritora, dramaturga, y feminista francesa.

## Biografía
Chawaf nació enParís durante el transcurso de la Segunda Guerra Mundial. Estudió arte y literatura en la École du Louvre, después de lo cual se casó y vivió siete años en Damasco, donde tuvo dos hijos. También viajó y vivió durante algunos años en Europa y América del Norte.
En 1974, publicó, su primer libro, bajo los auspicios de "Editions des Femmes": la prensa feminista creada por activistas en el FML (Mouvement de Liberation des Femmes) haciendo centro alrededor de la feminista francesa Antoinette Fouque. "Retable, la rêverie" su primer libro que comienza con críticas a la "Escritura femenina" que desarrollaron Hélène Cixous, Catherine Clément, Julia Kristeva y Luce Irigaray. Otros textos claves de Chawaf incluyen a:
- Cercoeur (1975)
- Maternité (1979).

En sus libros, Chawaf explora la relación madre-hija e intenta darse cuenta del potencial de las palabras para liberar al inconsciente femenino, des-intelectualizar el cuerpo y dar voz a una experiencia interior.
El trabajo de Chantal Chawaf sobre el nacimiento y la vida conduce, en sus libros de la última década, a una ecocrítica de la sociedad contemporánea. (Melusine des détritus).
Ha viajado con frecuencia a EE. UU. donde sus trabajos han sido traducidos y estudiados.
She also edited a collection at a publishing house in Paris from 2000 to 2010.

## Escritos de no ficción
- Le corps et le verbe, la langue en sens inverse (ensayo), 1992, Presses de la Renaissance
- L'Erotique des mots, con Régine Deforges, 2004, Editions du Rocher
- L'identité inachevée, con Adonis, 2004, Editions du Rocher

## Textos traducidos
- Redemption, tradujo Monique F. Nagem, 1992, Dalkey Archive Press
- Mother Love, Mother Earth, tradujo M. F. Nagem, 1993, 111 p. Garland Publishing ISBN 0824043995, ISBN 9780824043995
- Warmth : a bloodsong in "Plays by French and Francophone Women" ; tradujo C.P. Makward y J.G. Miller, 1994, University of Michigan Press: 233-246
- Fées de Toujours, con Jinane Chawaf ; tradujo al árabe Samia Esber, 2000, Ministère de la Culture de Syrie, Damas

## Otras lecturas
- Marianne Bosshard, Chantal Chawaf (Rodopi, 1999)
- Rodgers, Catherine,Gender in Modern France: Society in Transition - editó Malcolm Cook, Grace Davie (Routledge, 1999)
- Monique Saigal, Ecriture: Lien De Mere a Fille Chez Jeanne Hyvrard, Chantal Chawaf Et Annie Ernaux, (Rodopi, 2000)
- Robson, Kathryn,"The female vampire: Chantal Chawaf's melancholic Autofiction" in "Women's writing in contemporary France: New Writers, New Literatures in the 1990s", dirigió Rye, Gill & Worton, Michael; (Manchester University Press, 2002)
- Coward, David, History of French Literature: From Chanson de Geste to Cinema;(Blackwell Publishing, 2003)
- Vicki Mistacco, Les Femmes et la tradition littéraire- 2eme partie , Yale University, 2006
- Frédérique Chevillot and Anna Norris, Des Femmes écrivent la guerre, Editions complicité, 2007
- Collectif, Génération MLF 1968-2008 , Ed. des Femmes- Antoinette Fouque, 2008
- Jonathan Krell, "Mélusine des Détritus ou les cris de la terre", in "Ecriture et réécriture du merveilleux féerique", dirigió Matthew Morris y Jean-Jacques Vincensini, Classiques Garnier, Paris (2012)